# Зубрачките
„Зубрачките“ (на английски: Booksmart) е американски филм, комедия/драма от 2019 г., режисиран от Оливия Уайлд и по сценария на Емили Халперн, Сара Хаскинс, Сузана Фогел и Кейти Силбърман. Участват Баани Фелдстайн и Кайтлин Девър в ролята на две примерни ученички в последната си година от училище, които осъзнават, че трябва повече да се забавляват и пропускат последния ден.

Филмът дебютира в САЩ на 24 март 2019 г., а в България на 7 юни 2019 г.

## Актьорски състав
- Баани Фелдстайн в ролята на Моли Дейвидсън
- Кейтлин Девър в ролята на Ейми
- Джесика Уилямс в ролята на Мис Фин
- Лиса Кудроу в ролята на Шармън
- Уил Фортe в ролята на Дъг
- Джейсън Судейкис в ролята на Джордан Браун
- Ноа Галвин в ролята на Джордж

## Сюжет
Ейми и Моли са две ученички от 12-и клас, които са най-добри приятели от детството си, но се смятат за претенциозни и скучни от своите връстници. Ейми e влюбенa в момиче на име „Райън“. Моли настоява Ейми да се опита да изгради връзка с нея, преди да завършат. В нощта преди завършването, Моли дочува съучениците ѝ да говорят груби неща за нея в тоалетна без да знаят, че тя е там. Тя се изправя пред тях и с цел да ги злепостави съобщава, че е приета в Йейл, но става ясно, че въпреки купонясването им, те също са приети в добри университети. Изумена, Моли е ядосана, докато всички нейни съученици празнуват последната си година в гимназията и казва на Ейми, че е трябвало да се наслаждават повече на времето си. Тя предлага да отидат на абитуриентското парти на Ник в къщата на леля му. Макар първоначално да не иска, Ейми приема.

## Отзиви

### Кино
Приходите не оправдават очакванията. Филмът получава 22.7 млн. долара приходи от САЩ и Канада и 1.2 млн. в други държави, което прави 23.9 млн. в световен мащаб срещу бюджет от 6 млн.

### Отзиви от критиците
Филмът има рейтинг от 97% в „Rotten Tomatoes“ от 263 ревюта, описан като „Динамичен, забавен и свеж“. В „Metacritic“ получава 84 от 100, въз основа на 51 критици. Противоположно на отличните мнения, CinemaScore оценява филма с B+ по скалата от А+ до F.